# Englefontaine
Englefontaine är en kommun i departementet Nord i regionen Hauts-de-France i norra Frankrike. Kommunen ligger i kantonen Le Quesnoy-Est som tillhör arrondissementet Avesnes-sur-Helpe. År 2022 hade Englefontaine 1 290 invånare.

## Befolkningsutveckling
Antalet invånare i kommunen Englefontaine
| Referens: INSEE |